# Erdal Öz
Pour les articles homonymes, voir Öz.
 (mai 2024).
La mise en forme du texte ne suit pas les recommandations de Wikipédia : il faut le « wikifier ».
Les points d'amélioration suivants sont les cas les plus fréquents. Le détail des points à revoir est peut-être précisé sur la page de discussion.
- Les titres sont pré-formatés par le logiciel. Ils ne sont ni en capitales, ni en gras.
- Le texte ne doit pas être écrit en capitales (les noms de famille non plus), ni en gras, ni en italique, ni en « petit »…
- Le gras n'est utilisé que pour surligner le titre de l'article dans l'introduction, une seule fois.
- L'italique est rarement utilisé : mots en langue étrangère, titres d'œuvres, noms de bateaux, etc.
- Les citations ne sont pas en italique mais en corps de texte normal. Elles sont entourées par des guillemets français : « et ».
- Les listes à puces sont à éviter, des paragraphes rédigés étant largement préférés. Les tableaux sont à réserver à la présentation de données structurées (résultats, etc.).
- Les appels de note de bas de page (petits chiffres en exposant, introduits par l'outil «  Source ») sont à placer entre la fin de phrase et le point final[comme ça].
- Les liens internes (vers d'autres articles de Wikipédia) sont à choisir avec parcimonie. Créez des liens vers des articles approfondissant le sujet. Les termes génériques sans rapport avec le sujet sont à éviter, ainsi que les répétitions de liens vers un même terme.
- Les liens externes sont à placer uniquement dans une section « Liens externes », à la fin de l'article. Ces liens sont à choisir avec parcimonie suivant les règles définies. Si un lien sert de source à l'article, son insertion dans le texte est à faire par les notes de bas de page.
- La présentation des références doit suivre les conventions bibliographiques. Il est recommandé d'utiliser les modèles {{Ouvrage}}, {{Chapitre}}, {{Article}}, {{Lien web}} et/ou {{Bibliographie}}. Le mode d'édition visuel peut mettre en forme automatiquement les références.
- Insérer une infobox (cadre d'informations à droite) n'est pas obligatoire pour parachever la mise en page.

Pour une aide détaillée, merci de consulter Aide:Wikification.
Si vous pensez que ces points ont été résolus, vous pouvez retirer ce bandeau et améliorer la mise en forme d'un autre article.
Erdal Öz est un écrivain, romancier et éditeur turc.

## Biographie
Il est né le 26 mars 1935 dans le district de Yıldızeli à Sivas. Cependant, comme son père était fonctionnaire, il vivait dans différentes régions de Turquie. Il est diplômé du lycée Tokat (1953). Ensuite, il a commencé ses études supérieures à la Faculté de droit de l'Université d'Istanbul et les a complétées à la Faculté de droit de l'Université d'Ankara (1969),.
Pendant ses études à l'Université d'Istanbul, Erdal Öz a rencontré Onat Kutlar, Doğan Hızlan, Adnan Özyalçıner, Kemal Özer, Demir Özlü, Hilmi Yavuz et Ülkü Tamer, qui deviendront plus tard écrivains. Plus tard, en 1956, il commença à publier "a dergisi (a magazine)" avec ces personnes. Son premier livre d'histoires, Yorgunlar, a été publié dans ce magazine en 1960.
Il a effectué son service militaire à Erzurum - Oltu et Ardahan entre 1957-1959. Après son service militaire, il travaille comme correcteur d'épreuves d'abord au journal Akis, puis à l'Association de la langue turque (1960). En 1962, il rejoint la radio d'Ankara, où il travaille comme journaliste et la quitte en 1963. Il a commencé à publier des livres en créant "Sergi Kitabevi" en 1965. Au fil du temps, cette librairie est devenue un lieu de rencontre fréquent entre étudiants, écrivains et journalistes de gauche. Pour cette raison, la librairie a été soumise de temps à autre à des descentes de police. Il a participé aux activités électorales du Parti des travailleurs turcs lors des élections de 1965.
En raison des mouvements de jeunesse, des actes terroristes et du chaos qui ont commencé en 1968 et se sont répandus dans le monde entier, l'armée turque a organisé un coup d'État en 1971. Erdal Öz a également été arrêté et incarcéré dans la prison militaire de Mamak. Le temps qu'il a passé dans cette prison contient de nombreux témoignages douloureux qui ont marqué la vie littéraire d'Öz. Ici, il a rencontré Deniz Gezmiş, Hüseyin İnan et Yusuf Aslan. Il a écrit ses œuvres "Kanayan", "Yaralısın", "Gülünün Solduğu Akşam" et "Defterimde Kuş Sesleri" en prison. Il a remporté le prix du roman Orhan-Kemal en 1975 pour son roman "Yaralısın", l'un de ses romans sur la période carcérale. Après sa sortie de prison, il a été de nouveau arrêté en 1972 pour le détournement d'avion visant à reporter les condamnations à mort de Deniz Gezmiş, Hüseyin İnan et Yusuf Arslan et est resté en prison jusqu'au 15 juin 1973. Öz, qui a dû céder sa librairie pour des raisons financières après sa libération, a déménagé à Istanbul avec sa famille à la suite de l'offre des éditions Cem en 1974. Il quitte Cem Publications en 1981 et fonde sa propre maison d'édition, Can Publications,.
Erdal Öz a poursuivi à la fois ses activités d'édition et la production d'œuvres littéraires. Il a inclus des questions individuelles et sociales dans ses œuvres. Il a écrit des histoires et des romans proches de la compréhension de la littérature sur la dépression. Dans ses œuvres ultérieures, il choisit principalement comme sujets les événements politiques récents et les personnes. Can Publications, qui propose à ses lecteurs de nombreuses œuvres importantes de la littérature turque et mondiale, poursuit ses activités en tant que l'un des éditeurs les plus précieux de Turquie.
Erdal Öz est décédé le 6 mai 2006, à l'hôpital où il avait été longtemps soigné, incapable de se remettre d'un cancer du poumon. Il a été enterré au cimetière de Şile. Depuis 2008, le Prix de littérature Erdal-Öz est décerné par Can Publications pour perpétuer la mémoire d'Erdal Öz,.

## Travaux

### Roman
- 1960 : Odalarda (Dans les chambres)
- 1974 : Yaralısın (Tu es blessé)
- 1976 : Deniz Gezmiş Anlatıyor (Deniz Gezmiş raconte)
- 1986 : Gülünün Solduğu Akşam (Le soir où ta rose s'estompe)
- 2003 : Defterimde Kuş Sesleri (Bruits d'oiseaux dans mon cahier (Souvenirs))

### Histoire
- 1960 : Yorgunlar (Ils sont fatigués (1960)
- 1973 : Kanayan (Saignement (1973)
- 1987 : Havada Kar Sesi Var (Il y a le bruit de la neige dans l'air)
- 1997 : Sular Ne Güzelse (Peu importe la beauté des eaux)
- 2001 : Cam Kırıkları (Verre brisé)

### Article de voyage
- 1994 : Ihlamurlar (Tilleuls)
- 1998 : Allı Turnam

## Prix
- 1975 : Prix du roman Orhan-Kemal / Yaralısın (Tu es blessé)
- 1998 : Prix de la nouvelle Sait Faik / Sular Ne Güzelse (Peu importe la beauté des eaux)
- 1996 : Prix de l'Association turque des éditeurs pour la liberté de pensée et d'expression
- 2001 : Prix de littérature Sedat Simavi